# روبرت فورغت
روبرت فورغت هو واثب عالي كندي، ولد في 15 يناير 1955 في مونتريال في كندا.

## وصلات خارجية
- روبرت فورغت على موقع أوليمبيديا (الإنجليزية)